# Dschām (Ort)

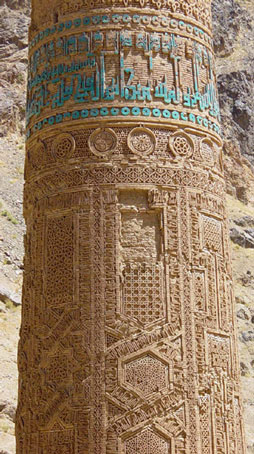
Das Minarett von Dschām

Dschām (persisch جام, DMG Ǧām) ist ein Dorf in der afghanischen Provinz Ghor, zirka 200 Kilometer östlich der Stadt Herat. 
Etwa fünf Kilometer nördlich der Ortschaft befindet sich an der Einmündung des Hari Rud das zum Weltkulturerbe erklärte Minarett von Dschām (persisch منار جام, DMG Minār-e Ǧām).